# Tārīābād
Tārīābād (persiska: طاهری آباد, Ţāherīābād, تاری آباد) är en ort i Iran.   Den ligger i provinsen Lorestan, i den västra delen av landet, 300 km sydväst om huvudstaden Teheran. Tārīābād ligger 1 497 meter över havet och antalet invånare är 224.
Terrängen runt Tārīābād är varierad. Runt Tārīābād är det tätbefolkat, med 257 invånare per kvadratkilometer. Närmaste större samhälle är Borujerd, 16,1 km norr om Tārīābād. Trakten runt Tārīābād består till största delen av jordbruksmark.